# Federspeicherbremse
Eine Federspeicherbremse ist eine bei Lkw, Omnibussen und  Schienenfahrzeugen verwendete Bremseinheit.
Die Bremsbeläge werden rein mechanisch mittels Federkraft an die Bremsscheibe oder Bremstrommel gedrückt. Um die Bremse zu lösen, muss daher eine Kraft aufgewendet werden, was in der Regel durch Druckluft (Pneumatikzylinder), Hydraulikpumpen oder Elektromagneten erreicht wird, in der Vergangenheit auch durch Muskelkraft.
Federspeicherbremsen arbeiten also nach dem „Fail-Safe“-Prinzip, d. h. bei Ausfall des Betätigungsmediums (z. B. bei einem Leck in der Druckluftanlage) wirkt die Bremse trotzdem – sie kann also als Notbremse und Feststellbremse angewendet werden.
Die Federspeicherbremse wird in vielen schweren Kraftfahrzeugen als Feststellbremse genutzt. Bei manchen Lkw deutscher Hersteller (Daimler/MAN) ist die Federspeicherbremse abstufbar und wird auch als Hilfsbremse eingesetzt. Sie wird in Kraftfahrzeugen jedoch nie als Betriebsbremse verwendet.
Außerdem kommt sie bei Schienenfahrzeugen als Feststellbremse (an Stelle von Handbremsen) vor. Die Abkürzung lautet dort häufig FspBr oder FspB. Speziell bei Straßen- und Stadtbahnen, die zum Verzögern bzw. Abbremsen nur dynamische Bremsen nutzen, werden häufig Federspeicherbremsen als Anhaltebremse verwendet, können aber je nach Fahrzeugtyp auch als regulierbare Betriebsbremsen eingesetzt werden (z. B. bei hoher Kapazitätsauslastung oder Ausfall der elektrodynamischen Bremsvorrichtung). Die Federspeicherbremse wird nach BOStrab für Straßenbahnfahrzeuge vorgeschrieben.
Um bei Ausfall der Betätigungsanlage die Bremse lösen zu können (z. B. zum Abschleppen eines Lkw), ist bei Federspeicherbremsen eine Notauslösevorrichtung vorgesehen. Oft genügt auch eine Verbindung mit der Bremsanlage des Schleppfahrzeuges. Bei Schienenfahrzeugen kann das eine händisch zu betätigende Hydraulikpumpe sein, bei Lkw sind einzelne manuell zu betätigende Gewindespindeln üblich, mit denen die Federn gespannt werden können, wenn das mit Druckluft nicht mehr möglich sein sollte.